# Nada Prkačin
Nada Prkačin (Požega, 19. veljače 1968.) hrvatska je ratna izvjestiteljica, autorica dokumentarnih filmova, televizijska urednica, voditeljica i novinarka.

## Životopis
Rodom je iz požeškog kraja, iz Bešinaca. 
Završila je studij novinarstva na Fakultetu političkih znanosti u Zagrebu. Dvije je godine uređivala list s njenog fakulteta Press. Tijekom studija obavljala je praksu na HRT-u: na Drugom programu Hrvatskog radija i u internom kućnom listu RTZ, svojevrsnom pretečom današnje televizijske emisije Iza ekrana. Zahvaljujući praksi u RTZ-u već 1988. mnogo je doznala o ustroju radija i televizije. 
Diplomirala 1990. godine. Bila je najbolja studentica prve generacije Studija novinarstva i za to je dobila priznanje rektora Sveučilišta u Zagrebu. Odmah po završetku studija počela je honorarno raditi na Radio Osijeku. Planirala je studirati u Kanadi, ali zbog Hrvatskoj nametnutog rata propao joj je već upisani dvogodišnji poslijediplomski studij iz Dokumentarnog filma. Tri je godine izvješćivala s najžešćih istočnoslavonskih bojišnica.
Jedno vrijeme radila je na Županijskom radiju Požega. Ondje je 1993. postala urednica.
Bila je glasnogovornica Vukovarsko-srijemske županije u razdoblju mirne reintegracije hrvatskog Podunavlja. Tim se poslom bavila sve dok se prognanici nisu počeli vraćati kućama. Tad je surađivala s kolegama iz raznih medija, a njena izvješća sa sastanaka predstavnika Hrvata i Srba oko mirnog povratka kućama često su bila u vijestima svjetskih medija. Neprekidno je bila vanjska dopisnica Hrvatskog radija. Od 1998. radi na Hrvatskoj televiziji u emisiji Dobro jutro, Hrvatska. Nakon 6 godina honorarnog rada i tri godine rada na određeno vrijeme, dobila je stalni posao na HRT-u, zahvaljujući intervenciji Programskog vijeća koje se zauzelo za njen slučaj. Stalno radno mjesto bilo joj je ugroženo zbog zbog potpisivanja Inicijative za javnu televiziju, i tad je vodstvo kuće zahtijevalo je da joj se da otkaz. Bila se natjecala za ravnateljicu HRT-a.
Srpnja 2013. počeli su pritisci na autore emisije TV-kalendar. Prosinca 2013. Hrvatska televizija službeno joj je zabranjeno korištenje televizijske arhive bez nadzora urednika i provjere, premda je Nada Prkačin zaposlenica Hrvatske televizije.
Siječnja 2014. godine dobila je otkaz na HRT-u uz objašnjenje da je dokumentarce o generalu Anti Gotovini Lov na Gotovinu i Časni sude, nisam kriv "napravila bez odobrenja nadređenih, koristeći arhivu te da je na Youtubeu neprimjereno govorila o svojim kolegama i HRT-u ustvrdivši da program HTV-a nije profesionalan." Optužena je i da je otuđila materijal u vlasništvu državne televizije te joj je tadašnji ravnatelj uručio otkaz. Njen otkaz samo je sitni kotačić u tzv. regionalnoj politici stranaka čija je zadaća bila diskvalificirati sve što diše hrvatski, stranaka koje su državnu televiziju stavile pod punu kontrolu i na ključna mjesta selektivno postavile kadrove čiji obiteljski korijeni u većini daju puno toga zaključiti. Otkazu su se suprotstavili Koordinacija sindikata i Etičko povjerenstvo HRT-a, što davatelje otkaza nije spriječilo. Potporu Nadi Prkačin izrazila je Udruga HVIDR-a Črnomerec ispred 90 braniteljskih, stradalničkih i ostalih udruga te mnogi drugi.
Zbog tog nepravednog otkaza pokrenula je sudski postupak za povratak na staro radno mjesto. Sudski proces traje već više od dvije godine i usprkos Radmanovoj smjeni, nove garniture još nisu pokazale spremnost za ju vratiti na posao.
Dok je taj proces u tijeku, Nada Prkačin prešla je na Laudato televiziju. Na toj televiziji gledateljima otvara teme iz Domovinskog rata. Jedna je od urednica i voditeljica emisije Jeste li znali.
Bila je 5. na listi POMAKA -  HSP, HČSP, ABH i OS u 5. izbornoj jedinici na parlamentarnim izborima 2016.
Napisala je tri knjige o Domovinskom ratu, sve rezultat njezina novinarskog rada: Tamo gdje nema rata (1993.), Povratak Luke Jurića (1995., književna nagrada "Ivan i Josip Kozarac") te dokumentarnu knjigu Nadomak povratku (1988.).

## Filmografija
Redateljica je ovih dokumentarnih filmova:
- Osijek, nepokoreni grad
- O Bože, zašto ja, 2011.
- Mara Matočec - prva hrvatska političarka, 2011.
- Šlep za rasute terete, 2011.
- Čudo u Ludbregu, 2011.
- Lupi petama, reci sve za Hrvatsku, 2012.
- Magnum crimen 1945., 2015.
- Od Hercegovine do Konga, 2018.[12]
- Štafeta smrti, 2018.
- Dječje prihvatilište Sisak, 2019.[13]

Scenaristica je ovih dokumentarnih filmova:
- Osijek, nepokoreni grad
- O Bože, zašto ja, 2011.
- Mara Matočec - prva hrvatska političarka, 2011.
- Šlep za rasute terete, 2011.
- Čudo u Ludbregu, 2011.
- Lupi petama, reci sve za Hrvatsku, 2012.
- Stoljeće salezijanaca i Hrvata, 2014.
- Magnum crimen 1945., 2015.
- Dječje prihvatilište Sisak, 2019.

Do rujna 2016. snimila je 22 filma. Pored gornjih, snimila je dokumentarne filmove Povijest Dnevnika HTV-a, In odium fidei – Iz mržnje prema vjeri (scenaristica i redateljica), U ime naroda, Dnevnik jednog rata – Vinkovci Magnum Crimen 1945. Lov na Gotovinu, Časni sude, nisam kriv, Nikad se nisu vratili i drugih. U pripremi je snimanje filma Moja je domovina Hrvatska i Štafeta smrti. Priprema i scenarij o generaciji novinara koja je radila u vrijeme NDH odnosno o strašnim sudbinama tih novinara po dolasku jugokomunista na vlast, a koje su komunisti likvidirali bez suda i suđenja ili im zabranili rad, premda je većina tih novinara najvećim, dijelom časno radila svoj posao u jednom prostoru i nezahvalnom vremenu. Temu je izabrala jer nakon uništenja te generacije novinara nastao je veliki vakuum u hrvatskom novinarstvu od kojega se hrvatsko novinarstvo do danas nije oporavilo. Planira snimiti dokumentarac o stradanjima djece u Domovinskom ratu u Slavonskom Brodu. Nakon što snimi planirane dokumentarce o ratnim temama, namjerava snimiti dokumentarac o laganoj temi, o prelijepim ženama koje su se nekada smiješile na godišnjim kalendarima hrvatskih proizvođača, reklamirale hrvatske proizvode i o njihovim sudbinama danas.

## Nagrade
- Priznanje rektora Sveučilišta u Zagrebu za najbolju studenticu prve generacije Studija novinarstva.

## Vanjske poveznice
- Facebook Kanal Nade Prkačin
- Narod.hr
- Pismohrana emisija Šahovnica i Moja Hrvatska pri YouTubeovom kanalu Laudato televizije.